# تکوئستا (فلوریدا)
تکوئستا (به انگلیسی: Tequesta) روستای در شهرستان پام بیچ ایالت فلوریدا است که در سال ۱۹۵۷ بنیان‌گذاری شده‌است. این روستا طبق سرشماری سال ۲۰۱۰ میلادی، ۵٬۶۲۹ نفر جمعیت داشته و مساحت آن نیز ۵٫۷ کیلومتر مربع است.

## نگارخانه

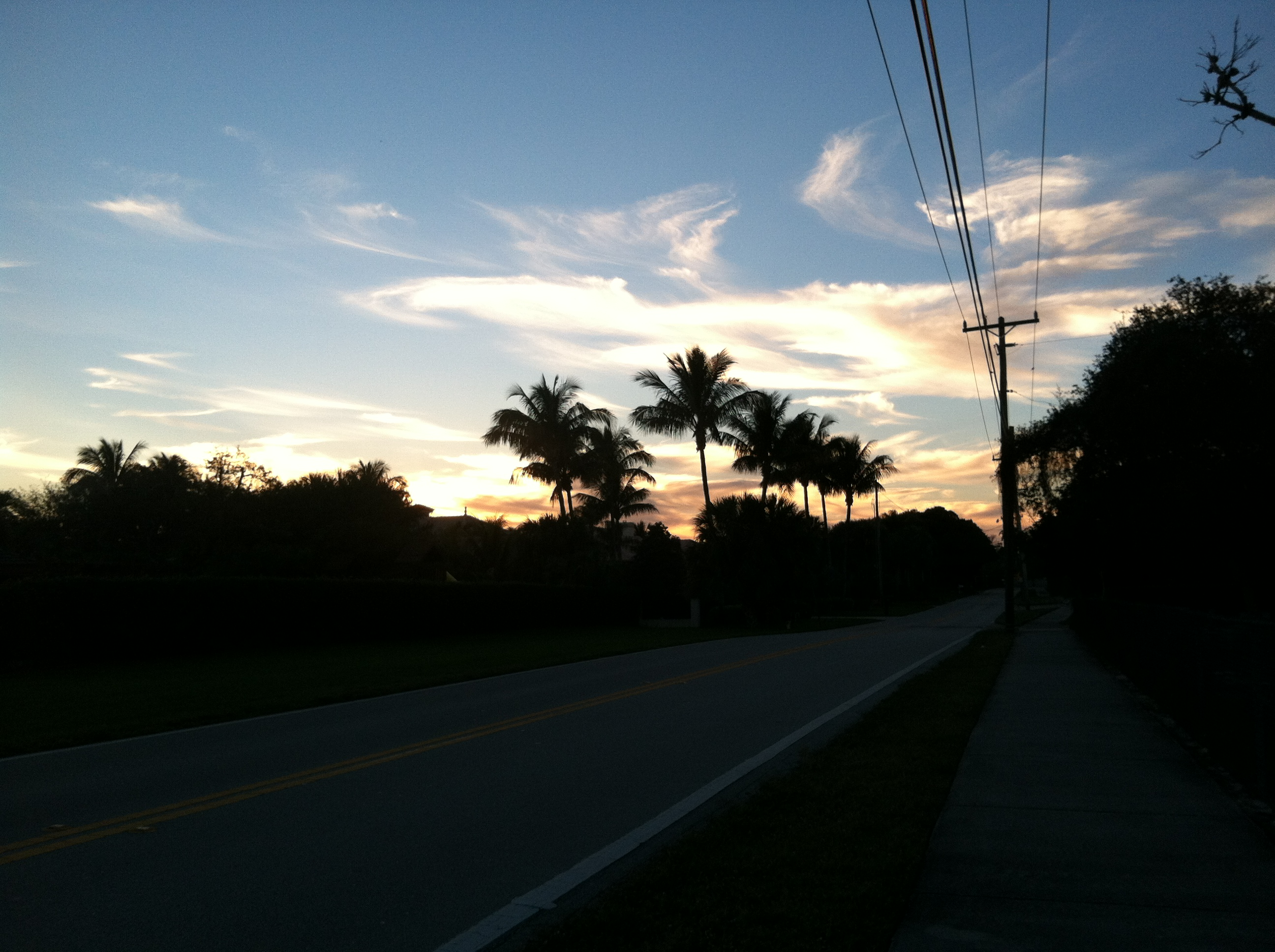